# Pobè
Pobè ist eine Stadt und eine Kommune in Benin. Sie liegt im Département Plateau. Die Stadt hatte bei der Volkszählung im Mai 2013 eine Bevölkerung von 49.232 Menschen und die deutlich größere Kommune Pobè hatte zum selben Zeitpunkt 123.677 Einwohner.

## Geografie
Pobè liegt im Südosten von Benin im Departement Plateau an der Grenze zu Nigeria. Es ist eine Gemeinde, die im Norden an die Gemeinde Kétou, im Süden und Westen an die Gemeinde Adja-Ouèrè und im Osten an Nigeria grenzt. Die Gemeinde Pobè besteht aus verschiedenen Dörfern und Stadtteilen, die sich auf fünf Arrondissement verteilen, von denen einer städtisch (Pobè Centre) und vier ländlich (Towé, Igana, Ahoyeye, Issaba) sind.

## Bevölkerung
Bevölkerungsentwicklung:
- 1979 (Volkszählung): 16.633 Einwohner
- 1992 (Volkszählung): 23.427 Einwohner
- 2002 (Volkszählung): 33.249 Einwohner
- 2013 (Volkszählung): 49.232 Einwohner

## Wirtschaft
Zu den landwirtschaftlichen Produkten, die in der Gemeinde angebaut werden, gehören Mais, Maniok, Kuhbohnen, Yamswurzeln, Süßkartoffeln, Erdnüsse, Palmöl, Baumwolle und Gemüse. Die Landwirtschaft erfolgt meist auf Subsistenzniveau.

## Persönlichkeiten
- Saliou Akadiri (* 1950), Diplomat und Politiker
- Florent Couao-Zotti (* 1964), Schriftsteller